# Weddings Parties Anything
Weddings Parties Anything, vaak ook bekend als WPA of Weddoes, was een Australische folk-rock band die in 1985 werd opgericht door Mick Thomas in Melbourne. De band bestond tot 1998. De naam werd ontleend aan een nummer van The Clash, "Revolution Rock". De band stond bekend vanwege haar energieke live-optredens.

## Discografie

#### Albums
- Scorn Of The Women (1987)
- Roaring Days (1988)
- The Big Don't Argue (1989)
- No Show Without Punch (1990)
- The Weddings Play Sports (and Falcons) (1990)
- Difficult Loves (1992)
- King Tide (1993)
- Donkey Serenade (1995)
- River'esque (1996)
- Garage Sale (1997)
- Trophy Night: The Best Of Weddings Parties Anything / Benched (1998)
- They Were Better Live (1999)

#### Singles
- Sergent Small EP (1986)
- Away, Away (1987)
- Hungry Years (1987)
- Shotgun Wedding (1987)
- Goat Dancing On Tables (EP) (1988)
- Say The Word (1988)
- Tilting At Windmills (1988)
- Darlin' Please (1989)
- Streets Of Forbes (1989)
- The Wind And The Rain (1989)
- Reckless (1990)
- Father's Day (1991)
- Monday's Experts (1992)
- Step In, Step Out (1992)
- The Rain In My Heart (1993)
- Luckiest Man (1996)
- Don't Need Much (1997)
- Anthem (1998)